# Paisura
W kulturze japońskiej słowo paisura パイスラ, paisurasshu パイスラッシュ, π / lub pai slash – odnosi się do kobiecych piersi oddzielonych ukośnym paskiem, takim jak np. pas bezpieczeństwa w samochodzie lub pasek od torebki.
Termin ten jest grą słów z japońskiego słowa „oppai” oznaczającego piersi. Termin zaczął pojawiać się w Internecie w czerwcu 2006 roku.
Jest to również forma fetyszyzmu, która polega na oddzieleniu piersi w celu poprawy ich wyglądu. W Japonii pojawiają się różne płyty DVD, jak i magazyny ze zdjęciami oddzielonych paskiem od torebki piersi.